# Radnoški sporazum
Radnoški sporazum je bil mirovni sporazum, podpisan med drugo severno vojno 6. decembra 1656 v Radnótu v Transilvaniji (romunsko Iernut, danes Romunija). Poljsko-litovska Republika obeh narodov je bila s sporazumom razdeljena med podpisnice sporazuma.
Skladno s sporazumom naj bi 
- Karel X. Gustav Švedski dobil Kraljevo Prusijo, Kujavijo, severno Mazovijo, Samogitijo, Kurlandijo in Inflantsko vojvodstvo.
- Bogusław Radziwiłł naj bi dobil Novgorodsko vojvodstvo.
- Friderik Viljem, volilni knez Brandenburga, naj bi dobil Velikopoljsko.
- Bogdan Hmelnicki naj bi dobil jugovzhodne dele Kraljevine Poljske med Batohom in Novgorod-Siverskim.
- Jurij II. Rákóczi naj bi dobil južne dele Poljske, večinoma Malopoljsko, vključno s Krakovom.

Eden od glavnih rezultatov sporazuma je bil, da je Jurij II. Rákóczi januarja 1657 napadel Republiko obeh narodov. Spreminjajoče se geopolitične razmere so preprečile, da bi se sporazum kdaj v celoti izvedel. Ko si je Republika obeh narodov opomogla, je pregnala vsiljivce. Sporazum velja za predhodnico delitev poljsko-litovske skupne države v 18. stoletju.

## Vira
- Robert I. Frost. After the Deluge: Poland-Lithuania and the Second Northern War, 1655-1660. Cambridge University Press, 2004. ISBN 0-521-54402-5. Google Print, str. 85.
- William Young. International Politics and Warfare in the Age of Louis XIV and Peter the Great: A Guide to the Historical Literature. iUniverse, 2004. ISBN 0-595-32992-6. Google Print, str. 421.